# Batch cooking
Le batch cooking (de l'anglais, « cuisson par lot ») est une méthode de cuisine à domicile, basée sur la préparation d'un seul coup (batch) des différents plats à servir les jours suivants. L'organisation du batch cooking se distingue de la cuisine réalisée juste avant un repas et de la réutilisation des restes de repas précédents.
Le batch cooking est souvent présenté comme une activité de cuisine du weekend (par exemple 2 heures), fournissant des plats ou bien des aliments déjà cuisinés (déjà cuits), qui seront simplement réchauffés ou assemblés les jours suivants. Les conseils et recettes portent généralement sur la préparation des repas de quatre ou cinq soirs. 
Les plats et aliments préparés sont généralement conservés dans des boîtes hermétiques stockées au réfrigérateur (éventuellement au congélateur). Les livres de recettes dévolus au batch cooking proposent souvent, en plus des instructions de préparation, des « listes de courses » de la semaine permettant de réaliser quatre ou cinq repas familiaux.

## Avantages
Les avantages avancés du batch cooking sont notamment : un gain de temps, un confort psychologique (moins de stress vis-à-vis de l'obligation de préparer le repas familial du soir), un coût réduit, une limitation du recours à la  malbouffe et moins de gaspillage de nourriture,. Des nutritionnistes mettent en avant une consommation accrue de légumes frais et de crudités.

## Inconvénients
Le procédé nécessite cependant un peu d’équipement spécifique (ustensiles, boîtes de conservation). Le chroniqueur culinaire Laurent Mariotte pense que les qualités nutritives des aliments peuvent être moindres s’ils sont consommés longtemps après leur préparation.